# 마르틴 라사르테
마르틴 베르나르도 라사르테 아로스피데(스페인어: Martín Bernardo Lasarte Arróspide, 1961년 3월 20일, 몬테비데오 ~)는 우루과이의 전 축구 선수이자 현 축구 지도자로 현역 시절 포지션은 수비수였다.
그는 자국 리그에서 5개 구단 소속으로 활동했는데, 16년 동안 성인 무대에서 활약하면서 스페인의 데포르티보에서 3년 반을 보내기도 했다.
라사르테는 1996년부터 감독일을 했는데, 20여년 동안 여러 구단의 지휘봉을 잡았는데, 이들 중에는 그가 선수로서 활약했던 나시오날도 있었다.

## 선수 경력
라사르테는 몬테비데오 출신으로, 스페인인 부친과 우루과이인 어머니 사이에서 출생했는데, 그의 부친은 바스크 지방에서 건너왔고, 모친 또한 바스크 혈통이었다.
자국 무대에서, 그는 렌티스타스 (두 차례), 센트랄 에스파뇰, 람플라 주니오르스 (두 차례), 나시오날, 그리고 데펜소르에서 활약했고, 이 중 나시오날 소속으로 1988년 코파 리베르타도레스와 같은 해의 인터콘티넨털컵을 포함해 4번의 주요 대회를 우승했다.
대서양을 건너, 라사르테는 스페인의 데포르티보에서 4년을 활약했다. 1990-91 시즌, 그는 갈리시아 연고 구단의 라 리가 복귀를 도왔는데, 이듬해에는 35번의 경기에서 90분을 소화해 1부 리그 잔류를 도왔다. 그는 몇몇 경기에서 선수단의 주장을 맡기도 했다.

## 감독 경력
라사르테는 람플라 주니오르스의 지휘봉을 잡으면서 35세에 감독일을 시작했는데, 1996년 폐막기의 프리메라 디비시온에서 준우승의 성적을 거두었다. 이어서, 그는 해외 여러 구단의 감독을 맡았는데, 2002년에는 아랍 에미리트의 알 와슬 감독을 맡았는데, 취임 당시 최하위에 처져 있던 구단은 시즌을 5위로 마쳤다.
2003년, 라사르테는 리버 플레이트 몬테비데오의 감독이 되어, 2년차에 2부 리그에서의 승격을 이룩했다. 그는 그 다음으로 나시오날의 감독이 되어 2년 연거푸 리그 우승을 거두었다. 2006-07 시즌 개막기에 5위의 성적을 거둔 후, 그는 계약을 갱신하지 않았고, 콜롬비아에서 잠깐 감독직을 맡았다.
자국의 다누비오에서 1년을 보낸 후, 라사르테는 부친의 고향으로 건너가 당시 세군다 디비시온에 속해 있던 레알 소시에다드의 감독이 되었다. 1년차에 소속 구단은 3년 만에 다시 1부 리그로 복귀하게 되었고, 2010년 8월 말, 그는 2012년 6월까지 계약을 연장했다.
2010-11 시즌, 레알 소시에다드는 전반기 막판에 UEFA 유로파리그 진출권까지 접근했지만, 최종전을 치르고서야 마침내 잔류를 확정지을 수 있었다. 그러나, 2011년 5월 24일, 라사르테는 소속 구단의 잔류를 확정짓고도 해고 통보를 받았다.
2014년 5월 15일, 라사르테는 우니베르시다드 데 칠레의 신임 감독으로 내정되었다. 2016년 6월, 그는 나시오날로 복귀해 다시 감독을 맡게 되었다.
2018년 12월, 라사르테는 이집트 프리미어리그의 알 아흘리의 감독이 되었다. 그는 알 아흘리를 이끌고 1년차에 통산 41번째 리그 우승을 이끌었다. 그러나, 피라미즈와의 이집트 컵 경기에서 탈락하면서 2018년 8월 18일에 경질되었다.

## 수상

### 선수
나시오날
- 코파 리베르타도레스: 1988
- 인터콘티넨털컵: 1988

### 감독
리버 플레이트 몬테비데오
- 우루과이 세군다 디비시온: 2004

나시오날
- 우루과이 프리메라 디비시온: 2005, 2005–06, 2016

레알 소시에다드
- 세군다 디비시온: 2009–10

우니베르시다드 데 칠레
- 칠레 프리메라 디비시온: 2014 개막기
- 코파 칠레: 2015
- 수페르코파 데 칠레: 2015

알 아흘리
- 이집트 프리미어리그: 2018–19